# يوم التروية
يوم التروية هو اليوم الثامن من شهر ذي الحجة، وسمي بهذا الاسم لأن الناس كانوا يرتوون فيه من الماء في مكة ويخرجون به إلى منى حيث كان معدوماً في تلك الأيام ليكفيهم حتى اليوم الأخير من أيام الحج، وقيل سمي بذلك لأن الله أرى إبراهيم المناسك في ذلك اليوم.

## التعريف
التروية لغة: من روي وتأتي بمعنى الشرب التام إلى ذهاب العطش، والشرب حتى الشبع، واستسقاء الماء، والتزود بالماء.
التروية شرعا: هو اليوم الثامن من شهر ذي الحجة وهو من أيام الحج، وله اسم آخر، وهو يوم النقلة، وسمي بيوم النقلة لأن الحجاج ينتقلون فيه من مكة إلى منى.

## سبب التسمية
سمي بهذا الاسم لأن الناس كانوا يتروون فيه من الماء ويسقون إبلهم، استعداداً ليوم عرفة، وقيل: سمي بذلك لأن إبراهيم  رأى تلك الليلة في المنام ذبح ابنه فأصبح يروي في نفسه أهو حلم؟ أم من الله؟ فسمي يوم التروية.

## أهمية يوم التروية
يوم التروية من مناسك الحج وهو اليوم الذي يحدد فيه الحجاج نوع النسك الذي يؤدونه، ويحرم كل واحد منهم يومه، ومن أهميته التجهيز للقيام بأعمال الحج والإحرام بها حسب ما يختاره الحاج من أنواع النسك الثلاثة، ويستحب للحاج أن يبيت بمنى ليلة عرفة، ويصلي الحاج في هذا اليوم الظهر والعصر والمغرب والعشاء والفجر، ويقصر الصلاة التي تقصر بدون جمع، ففي حديث جابر بن عبدالله : (فلما كان يوم التروية توجهوا إلى منى فأهلوا بالحج وركب رسول الله ﷺ فصلى بها الظهر والعصر والمغرب والعشاء والفجر).
ويشارك أهل مكة الحجيج يوم التروية في قصر الصلاة، إذ لم يوجب النبي ﷺ على أهل مكة الإتمام.

## أخطاء يوم التروية
هناك أخطاء يقع فيها بعض الحجاج في يوم التروية:
1. الاعتقاد أن الإحرام يلزم أن يكون من المسجد الحرام
2. اضطباع الحاج يوم التروية
3. الجمع بين الصلوات من غير عذر
4. الاعتقاد أن ثياب الحج يجب أن تختلف عن ثياب إحرام العمرة.[7]

## أعمال يوم التروية
بالنسبة للحاج المقرن والمفرد فهما يبقيان على إحرامهما من الميقات، أما الحاج المتمتع فيحرم بالحج، والمستحب أن يحرم به صباحا قبل الزوال، يتوجه الحاج بعد ذلك إلى مشعر منى لقضاء هذا اليوم والمبيت بها بعد التنسيق مع مطوفي الحجاج، والمبيت في منى سنة وليس واجب؛ بمعنى أن الحاج لو تقدم إلى عرفة ولم يبت في منى في ليلة التاسع فلا حرج عليه، ومنى منطقة صحراوية تبعد حوالي 7 كم شمال شرق مكة على الطريق الرابط بين مكة ومزدلفة، ويستحب للحاج الإكثار من الدعاء والتلبية أثناء فترة إقامته في منى، كما يقوم الحاج بأداء صلاة الظهر وصلاة العصر وصلاة المغرب وصلاة العشاء قصرا دون جمع؛ بمعنى أن كل صلاة تصلى منفردة، ثم يقضي ليلته هناك، ويصلي الحاج بعد ذلك صلاة الفجر ويخرج من منى متجها إلى عرفة لقضاء يوم الحج الأكبر.